# Paul Lidvall
Paul Nicolaus Lidvall (Pavel Ivanovitj Lidvall), född 22 januari 1882 i S:t Petersburg, död 5 januari 1963 i Västerleds församling i Stockholm, var en rysk-svensk skräddarmästare och friidrottare. Han var bror till Fredrik Lidvall.
Paul Lidvall var yngste son till den i S:t Petersburg verksamme skräddarmästaren Jon Petter Lidvall (1827–1886) och Eva Christina Laxström.
Paul Lidvall drev tillsammans med sina bröder Wilhelm och Edvard skrädderifirman J.P. Lidvall och Söner i S:t Petersburg fram till den ryska revolutionen 1917. Under 1920-talet tog Paul Lidvall upp skrädderiverksamhet i Stockholm, men flyttade så småningom först till Budapest och sedan till Paris. Mot slutet av 1930-talet flyttade han tillbaka till Stockholm och öppnade skrädderi på Regeringsgatan, där han som stamkunder hade bland annat Karl Gerhard och Jan Olof Olsson (Jolo).
Paul Lidvall var i sin ungdom en framstående friidrottare. Han tävlade i Sverige för IFK Stockholm och i Ryssland för Petersburgs IF. Han vann i augusti 1906 i Norrköping svenskt mästerskap på 110 meter häck med tiden 17,0 sekunder. Under åren 1906–1910 var han rysk mästare på 110 meter häck (ryskt rekord 16,3) och 400 meter slätlöpning. Han var också idrottsledare och satt med i det ryska friidrottsförbundets styrelse. Han var med vid 1912 års olympiska spel i Stockholm som medlem av Rysslands olympiska kommitté.
Paul Lidvall är begravd på Norra begravningsplatsen utanför Stockholm.